# خسبک
خسبک یک روستا در ایران است که در استان اردبیل واقع شده‌است.